# David Casassas
David Casassas (Barcelona, 1975) es profesor de Teoría social y política en la Universidad de Barcelona.

## Investigación
En la Universidad de Barcelona trabaja con el grupo de investigación en Ética Economicosocial y Epistemología de las Ciencias Sociales (GREECS).
Es especialista en economía política de la democracia. En particular, se ha interesado por las lecturas contemporáneas de la tradición republicana y en la propuesta de la renta básica de ciudadanía. Casassas ha investiado en la Cátedra Hoover de Ética Económica y Social de la Universidad Católica de Lovaina, en el Centre for the Study of Social Justice de la Universidad de Oxford, en el Grupo de Sociología Analítica y Diseño Institucional de la Universidad Autónoma de Barcelona y con el proyecto TRAMOD (“Trajectories of Modernity”) del ERC/UB.
Casassas es miembro de la junta directiva del Observatorio DESC y vicepresidente de la Red de Renta Básica. Ha sido secretario de la Basic Income Earth Network (BIEN) y forma parte del consejo asesor internacional de esta organización. Es miembro del consejo de redacción de la revista Sin Permiso. 

## Publicaciones
Entre sus publicaciones destacan La ciudad en llamas. La vigencia del republicanismo comercial de Adam Smith (Montesinos, 2010) y Libertad incondicional. La renta básica en la revolución democrática (Paidós, 2018). Así mismo, ha sido editor, con Daniel Raventós, de La renta básica en la era de las grandes desigualdades (Montesinos, 2011) y coordinador de Revertir el guion. Trabajos, derechos y libertad (Los Libros de la Catarata, 2016). Ha publicado también el poemario Boreal Invierno Austral (Animal Sospechoso, 2016).